# 친일반민족행위자 재산의 국가귀속 사건
친일반민족행위자 재산의 국가귀속 사건(親日反民族行爲者財産-國家歸屬事件, 2008헌바141)은 대한민국 헌법재판소 판례이다. 러일전쟁 개전시부터 1945년 8월 15일까지 친일반민족행위자가 취득한 재산을 친일행위의 대가로 취득한 재산으로 추정하고 친일재산을 원인행위시에 국가의 소유로 하도록 규정한 '친일반족행위자재산의 국가귀속에 관한 특별법' 규정의 위헌 여부에 대한 헌법소원심판이다.

## 사실관계
청구인들은 조상이 친일 공적으로 받은 토지를 물려 받았는데 친일재산귀속법에 의해 국가에 귀속되자 이의 취소를 구하는 소를 제기하였으며 소송계속중 위 법이 명확성원칙에 위배되고 입증책임을 반민족행위자 후손에게 전가함으로써 재판청구권을 침해하며 소급입법금지원칙 및 과잉금지원칙에 위반하여 재산권을 침해하고, 평등원칙, 연좌제금지원칙 및 이중처벌금지원칙 등에 위배된다고 주장하여 위헌제청신청하였으나 기각되자 헌법소원심판을 청구하였다.

## 관련조문

##### 친일반민족행위자 재산의 국가귀속에 관한 특별법 제2조(정의)
이 법에서 사용하는 용어의 정의는 다음과 같다.
1. "재산이 국가에 귀속되는 대상인 친일반민족행위자(이하 "친일반민족행위자"라 한다)"라 함은 다음 각 목의 어느 하나에 해당하는 자를 말한다.
가. 「일제강점하 반민족행위 진상규명에 관한 특별법」 제2조제6호·제8호·제9호의 행위를 한 자(제9호에 규정된 참의에는 찬의와 부찬의를 포함한다). 다만, 이에 해당하는 자라 하더라도 후에 독립운동에 적극 참여한 자 등으로 제4조의 규정에 따른 친일반민족행위자재산조사위원회가 결정한 자는 예외로 한다.
2. "친일반민족행위자의 재산(이하 "친일재산"이라 한다)"이라 함은 친일반민족행위자가 국권침탈이 시작된 러·일전쟁 개전시부터 1945년 8월 15일까지 일본제국주의에 협력한 대가로 취득하거나 이를 상속받은 재산 또는 친일재산임을 알면서 유증·증여를 받은 재산을 말한다. 이 경우 러·일전쟁 개전시부터 1945년 8월 15일까지 친일반민족행위자가 취득한 재산은 친일행위의 대가로 취득한 재산으로 추정한다.

##### 친일반민족행위자 재산의 국가귀속에 관한 특별법 제3조(친일재산의 국가귀속 등)
① 친일재산(국제협약 또는 협정 등에 의하여 외국 대사관이나 군대가 사용·점유 또는 관리하고 있는 친일재산 및 친일재산 중 국가가 사용하거나 점유 또는 관리하고 있는 재산도 포함한다)은 그 취득·증여 등 원인행위시에 이를 국가의 소유로 한다. 그러나 제3자가 선의로 취득하거나 정당한 대가를 지급하고 취득한 권리를 해하지 못한다.

## 주문
‘친일반민족행위자 재산의 국가귀속에 관한 특별법’제2조 제1호 가목(2006. 9. 22. 법률 제7975호로 개정된 것), 제2호 후문, 제3조 제1항 본문(각 2005. 12. 29. 법률 제7769호로 제정된 것)은 헌법에 위반되지 아니한다.

## 이유

##### 소급입법금지원칙 위반 여부
현 시점에서 친일재산을 국가로 귀속시키는 행위는 진정소급입법인데 이는 특단의 사정이 없는 한 헌법적으로 허용되지 않는다. 예외적으로 국민이 소급입법을 예상할 수 있었거나, 법적 상태가 불확실하고 혼란스러웠거나 하여 보호할 만한 신뢰의 이익이 적은 경우와 소급입법에 의한 당사자의 손실이 없거나 아주 경미한 경우, 그리고 신뢰보호의 요청이 우선하는 심히 중대한 공익상의 사유가 소급입법을 정당화한다.
친일행위에 대하여 그 잔상을 규명하고 그러한 친일행위의 대가로 취득한 재산을 공적으로 회수하는 것은 헌법적인 임무이며 친일재산의 소급적 박탈은 일반적으로 소급입법을 예상할 수 있었던 이례적인 경우에 해당하며 일제로부터의 독립을 쟁취하여 민족의 정통성을 계승한 국가를 건립하였을 때 발생하리라는 것을 충분히 예상가능한 일이다. 따라서 이 사건은 소급입법을 예상할 수 있었던 예외적인 사안이고 진정소급입법을 통해 침해되는 법적 신뢰는 심각하다고 볼 수 없는데 반면 이를 통해 달성되는 공익적 중대성은 압도적이라고 할 수 있다.

##### 재산권위반 여부
입법목적이 정당하고 적절한 수단이 되며 피해의 최소성원칙에 반하지 않고 법익의 균형성 원칙에도 부합한다.

##### 평등의 원칙 위반 여부
친일반민족행위자의 후손이라는 사회적 신분은 헌법에서 특별히 평등을 요구하고 있지 않으므로 완화된 심사기준을 적용해야 한다. 이 사건에서 차별은 수긍할만한 합리적인 이유가 있으므로 자의적인 차별로서 평등의 원칙에 위배된다고 하기 어렵다.

##### 처분적 법률로서 위헌인지 여부
이 사건 법률조항들은 친일반민족행위자의 친일재산에 일반적으로 적용되는 것이므로 위 법률조항들을 처분적 법률로 보기 어렵다.

##### 연좌제금지원칙위반 여부
친족행위와 본인 간에 실질적으로 의미있는 아무런 관련성을 인정할 수 없음에도 불구하고 오로지 친족이라는 사유 그 자체만으로 '불이익을 입는 경우에 해당하지 않는다.

##### 적법절차 원칙위반 여부
조사위원회의 결정에 대한 불복방법이 예정되어 있고 이 사건 조사위원회의 결정에 대하여 행정심판 및 행정소송도 보장되어 있어 위반이 아니다.

##### 이중처벌금지 원칙위반 여부
친일재산의 국가귀속처분은 형사처벌에 해당하지 않으므로 위반이 아니다.

## 참고 문헌
- 성낙인, 이영욱, 만화판례헌법, 법률저널, 2012.

## 같이 보기
- 친일파
- 소급입법